# Il filo di seta (album)
Il filo di seta è un album di Otello Profazio del 2006.

## Tracce
1. Il filo di seta
2. Lu chiusu e lu tisu
3. Serenata
4. Catarineddha mia
5. Pilu pilu pilu
6. Omaggio alla bellezza
7. Quandu l'aceddhu pizzica la fica
8. Chiacchiere di cantastorie 1
9. L'aquila
10. Chiacchiere di cantastorie 2
11. L'arcipreviti
12. Carmilina, nesci ad abballu
13. Preti, commare e gatti
14. Lu cunigliu
15. Lu ciarrabbaddhazzu
16. Tarantella cantata
17. Vitti la beddha mia supra a na' parma
18. La bampa di lu focu
19. Gira e vota
20. La mamma (dal vivo a Messina)